# Прилепчета
Прилепчетата (Pipistrellus) са род дребни бозайници от семейство Гладконоси прилепи (Vespertilionidae). Включва около 30 вида, 3 от които се срещат и в България - кафяво прилепче (Pipistrellus pipistrellus), прилепче на Натузий (Pipistrellus nathusii) и средиземноморско прилепче (Pipistrellus kuhlii). Според молекулярните изследвания родът продължава да е парафилетичен, въпреки че от 90-те години насам от него са обособени няколко нови рода (Arielulus, Hypsugo, Falsistrellus, Neoromicia, Parastrellus, Perimyotis, Scotozous). В много отношения прилепчетата са сходни с вечерниците (Nyctalus), но са значително по-дребни и имат слаб и неуверен полет.

## Видове
- Pipistrellus abramus – Източно прилепче
- Pipistrellus adamsi
- Pipistrellus aero
- Pipistrellus angulatus
- Pipistrellus ceylonicus
- Pipistrellus collinus
- Pipistrellus coromandra
- Pipistrellus deserti
- Pipistrellus endoi
- Pipistrellus hanaki
- Pipistrellus hesperidus
- Pipistrellus inexspectatus
- Pipistrellus javanicus
- Pipistrellus kuhlii – Средиземноморско прилепче
- Pipistrellus minahassae
- Pipistrellus murrayi
- Pipistrellus nanulus
- Pipistrellus nathusii – Прилепче на Натузий
- Pipistrellus papuanus
- Pipistrellus paterculus
- Pipistrellus permixtus
- Pipistrellus pipistrellus – Кафяво прилепче
- Pipistrellus pygmaeus
- Pipistrellus rueppellii
- Pipistrellus rusticus
- Pipistrellus stenopterus
- Pipistrellus sturdeei
- Pipistrellus tenuis
- Pipistrellus wattsi
- Pipistrellus westralis